# Rie Yasumi
Rie Yasumi (やすみ りえ), nome real Rieko Yasumi (休 理英子, Yasumi Rieko, Kobe, 1 de março de 1972), é uma poetisa senryu japonesa. Estudou na Universidade Otemae.